# K'Naan
K'Naan（ケイナーン、アラビア語: كنعان、1978年2月1日 - ）は、ソマリアのモガディシオ出身のラッパー。現在は、カナダのトロントを拠点に活動している。

## 人物
- NYに出稼ぎに行っていた父から送られて来た一枚のレコードをきっかけにヒップホップと出会い、ラップに興味を持つ。
- 戦争や貧困を経験したことで自由と喜びを求める気持ちが強く、彼の音楽には希望に溢れたビートが刻まれている。

## 来歴
1978年
ソマリアのモガディシオでアーティストの家庭に生まれる。
1990年
ソマリア内戦の激化に伴い、NYに亡命する。
1990年代前半
カナダのトロントへ移住する。ここで、プロモーターのソール･ガイと出会い、外部への露出が多くなる。また、同じくアフリカ出身のミュージシャン、ユッスー・ンドゥールのアルバムに参加し、キャリアを積む。
2006年
デビューアルバムの「the Dusty Foot Philosopher」をカナダでリリースし、同国の音楽賞、Juno Awardsの最優秀ラップ･アルバムを獲得。
2008年
BET Hip Hop Awardsに合わせて企画されたフリースタイルセッション「Cipher」にナズ、バン・Bらアメリカのラッパー勢に混じって参加した。
2009年
Universal Music配給によるアルバム「Troubadour」で世界デビューする。
2010年
アルバム「Troubadour」収録の「 Wavin' Flag」が2010年FIFAワールドカップ南アフリカ大会テーマ曲に選ばれる。

## ディスコグラフィ

### アルバム
- 2004: My Life Is a Movie
- 2005: The Dusty Foot Philosopher
- 2007: The Dusty Foot on the Road
- 2009: Troubadour
- 2012: Country, God or the Girl

### シングル
- 2005: "Soobax"
- 2005: "Strugglin"
- 2008: "ABCs" (featuring Chubb Rock)
- 2008: "Dreamer"
- 2008: "Somalia"
- 2008: "I Come Prepared" (featuring Damian Marley)
- 2009: "If Rap Gets Jealous” (featuring Kirk Hammett of Metallica)
- 2009: " Wavin' Flag"
- 2010: "Wavin' Flag (The Celebration Mix)"
- 2010: "Wavin' Flag" (featuring will.i.am and David Guetta)
- 2010: "Bang Bang"  with Adam Levine
- 2010: "Take a Minute"

他の歌手をフィーチャーしたシングル
- 2006: "Til We Get There" (M-1 featuring K'naan)
- 2009: "L'Arme de Paix" (Oxmo Puccino featuring K'naan)
- 2009: "Think of All the Things" (KRS-One & Buckshot featuring K'naan)
- 2010: "In Jamaica" (Beatnick & K-Salaam featuring K'naan and Buckshot)
- 2010: " Wavin' Flag" with Young Artists for Haiti
- 2010: "Wavin' Flag (Coca Cola Spanish Celebration Mix)" (with ダビッド・ビスバル)
- 2010: "Wavin' Flag (Coca Cola Arabic Celebration Mix)" (with ナンシー・アジュラム)
- 2010: "ウェイヴィン・フラッグ コカ・コーラ・セレブレイション・ミックス〜世界に一つの旗 with AI" (with AI)
- 2010: "Mask On My Face" (Chin Injeti featuring K'naan)
- 2010: "Each Tear" (Mary J Blige featuring K'naan)
- 2010: "Stop for a Minute" (Keane featuring K'naan)
- 2010: "Tribes at War"  (from Distant Relatives with Nas and Damian Marley featuring K'naan)
- 2010: "Africa Must Wake Up"  (from Distant Relatives with Nas and Damian Marley featuring K'naan)
- 2011: "Summer Paradise" (Simple Plan featuring K'nann)